# Hopewell Cape

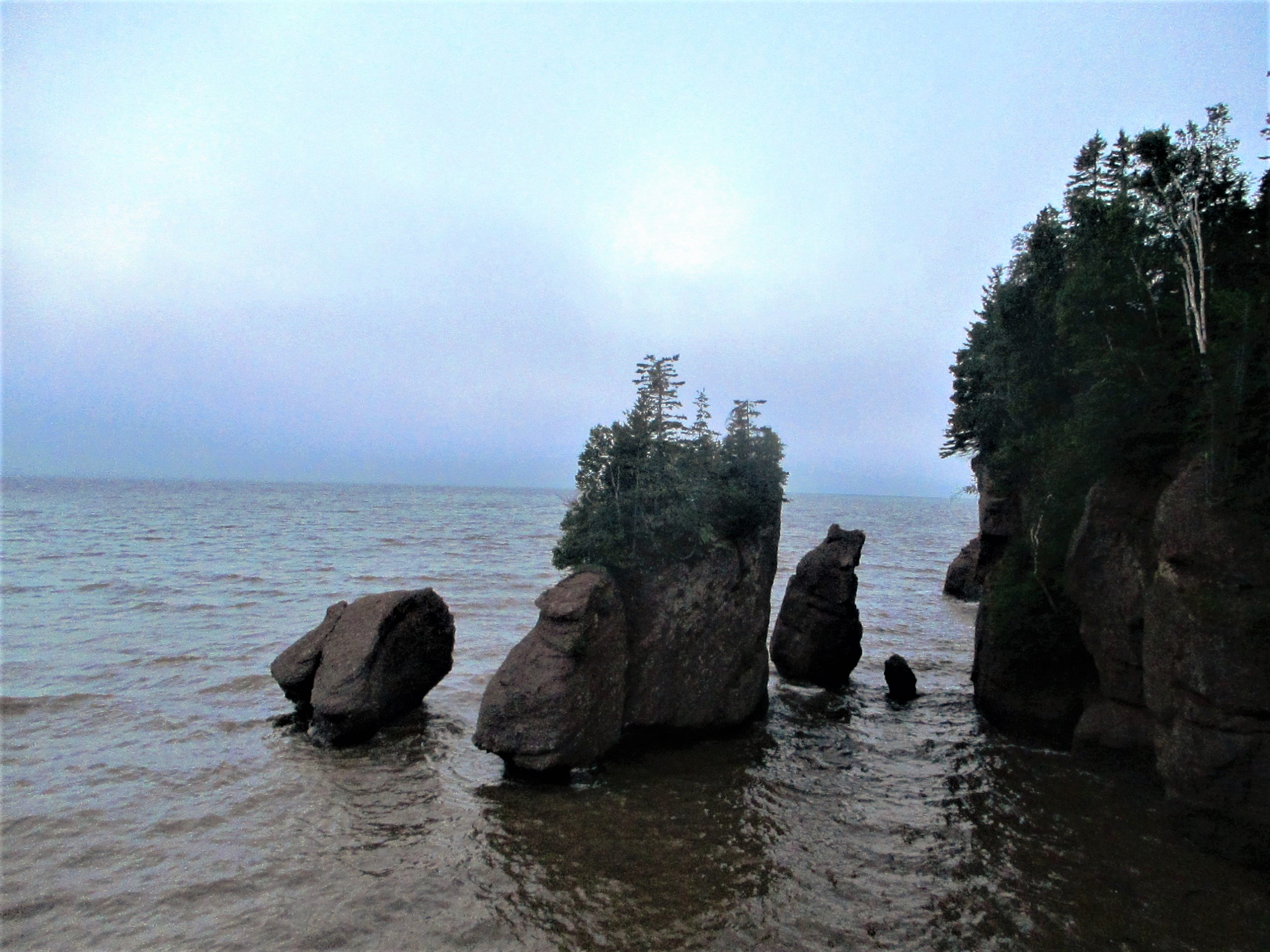
Hopewell Rocks Provincial Park

Hopewell Cape är en udde i Kanada.   Den ligger i countyt Albert County och provinsen New Brunswick, i den östra delen av landet, 900 km öster om huvudstaden Ottawa.
Terrängen inåt land är platt åt nordost, men åt sydväst är den kuperad. Havet är nära Hopewell Cape åt sydost.Trakten är glest befolkad. Närmaste större samhälle är Sackville, 18,8 km nordost om Hopewell Cape. 